# 戦争計画
戦争計画（せんそうけいかく、War Plans, Military operation plan）とは、国家や政府が戦争に対処するために、特定の仮想敵国に対して、戦時の軍事戦略を総合的にシミュレーションすることをいう。なお、War Plans という英語での呼称は、実戦に直結する軍事戦略として、第二次世界大戦期に主に使用され、現代では Military operation plan のほうがよく使われる。

## 概要
戦争計画は、軍事的な戦略や作戦の計画においても特に大胆で、地理的戦略、軍事戦略、経済や資源、輸送手段など幅広い分野で、よく練られた計画を示す。戦争計画を策定するのにも、長期にわたる高度で精密な研究が必要である。多くは極秘で策定され、計画が不必要となった時期に、初めて公表される場合もある。
多くの場合、交戦の可能性がある国を対象に計画が策定される。また、軍事力が強かったり、軍事面での海外展開が多い国などでは、友好国や同盟国なども万が一の場合に備えて仮想敵国に加える事もある。アメリカが検討していたカラーコード戦争計画のひとつ、レッド計画では、イギリスやカナダのようなアメリカの友好国も対象としていることがのちに分かり、大きな反響をよんだ。